# 오버헤드 캠샤프트

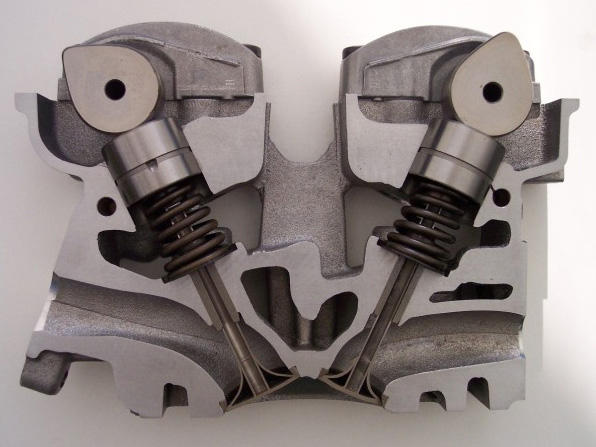

오버헤드 캠샤프트(Overhead camshaft, OHC)는 밸브 장치의 구성방법으로서, 왕복 내연 기관의 캠샤프트를 실린더 헤드에 두고, OHV나 푸시로드 방식보다 더 직접적으로 밸브나 태핏을 움직이는 방법이다. 캠축이 한 개인 경우를 SOHC라고 하고, 캠축이 두 개인 경우에는 DOHC라고 한다.

## 같이 보기
- OHV
- 가변 밸브 타이밍